# Onychostoma angustistomata
Onychostoma angustistomata és una espècie de peix cipriniforme de la família dels ciprínids que es troba a Sichuan (Xina).